# Marie-Claude Audet
Marie-Claude Audet (nascida em 20 de janeiro de 1962) é uma ex-ciclista canadense. Terminou em vigésimo quarto lugar na prova de estrada, competindo individualmente, representando o Canadá nos Jogos Olímpicos de 1984 em Los Angeles.